# Irfaan Ali
Mohamed Irfaan Ali (Leonora, 25 aprile 1980) è un politico guyanese, dal 2 agosto 2020 Presidente della Guyana. Membro del Partito popolare progressista/civico (PPP/C), è stato tra l'altro Ministro del Turismo del suo paese..
È il primo presidente musulmano di un Paese occidentale e il primo musulmano praticante alla guida di un Paese del Sud America ed è il secondo capo di stato musulmano nelle Americhe dopo Noor Hassanali di Trinidad e Tobago. Ha vinto le elezioni generali del marzo 2020 e ha prestato giuramento come decimo presidente della Guyana il 2 agosto 2020, mesi dopo la sua vittoria, a causa di ampie controversie legali riguardanti l'integrità delle elezioni e il riconteggio di tutte le schede elettorali. 

## Biografia
Ali è nato da una famiglia musulmana indo-guyanese a Leonora, un villaggio nella regione della Demarara sulla costa occidentale della Guyana. Figlio di due educatori, Ali ha trascorso molti dei suoi anni formativi sull'isola di Leguan. È un ex alunno delle scuole Materne ed Elementari Leonora e della Primaria Cornelia Ida. Ali ha completato la sua istruzione secondaria al St. Stanislaus College di Georgetown, Guyana. 
Ha conseguito un dottorato in Pianificazione urbana e regionale presso l'Università delle Indie Occidentali. Nel 2003, ha completato il suo master in Sviluppo della pianificazione delle risorse umane presso l'Istituto nazionale di economia del lavoro, affiliato all'Università Guru Gobind Singh Indraprastha, Nuova Delhi. Nel 2023 l'Università gli ha conferito un Dottorato honoris causa.